# Harrisville, New Hampshire
Harrisville är en kommun (town) i Cheshire County i delstaten New Hampshire, USA med cirka 1 075 invånare (2000).